# Victor Rault
Victor Rault, né le 6 janvier 1911 à Saint-Brieuc et décédé le 30 mars 1969 dans la même ville, est un homme politique français. Il est député des Côtes-du-Nord pour le groupe Républicains populaires et centre démocratique du 30 novembre 1958 au 9 octobre 1962.

## Biographie
Victor Rault est né le 5 janvier 1911 à Saint-Brieuc. Proche collaborateur, dès la première heure, de l'abbé Armand Vallée, Victor Rault participe à la création de l'association du Secrétariat social, en 1933, dont il sera trésorier, puis secrétaire. Ensemble, à nouveau, ils fondent l'Union des artisans des Côtes-du-Nord. Victor en est longtemps le secrétaire administratif. Ils participeront ensemble à la Résistance.
Victor Rault est élu conseiller municipal de Saint-Brieuc en 1945, devient adjoint en 1947, puis maire de 1953 à 1959. Dès 1954, il sera le moteur du projet de la construction du pont d'Armor, qui sera inauguré le 15 juillet 1962. À noter qu'il fut aussi député des Côtes-du-Nord de 1958 à 1962 (mandat écourté à la suite d'une dissolution parlementaire par Charles de Gaulle, le 9 octobre 1962). Victor Rault est le fils de Victor-Joseph Rault, menuisier, et Marie-Françoise Beauvir, couturière. Née à Pordic en 1883, cette dernière vivait, avant son mariage, en 1909, chez ses parents, au 6, rue des Merles. Victor-Joseph Rault, est né, lui, en 1881. Son père, Eugène, fut concierge puis jardinier au Séminaire. Victor Rault est décédé le 31 mars 1969, dans sa ville de Saint-Brieuc.